# 준중형 트럭
준중형 트럭은 픽업트럭보다는 크고 중형 트럭보다는 작은 트럭이다.
크기도 중형이나 대형보다 작기 때문에 지하주차장이나 자가용으로도 쓸 수 있으며, 소형트럭, 준소형트럭, 경형트럭과 더불어 미니트럭 4총사로 분류된다.
그러나 단점은 너무 많은 짐을 수송하기도 어렵고, 승차감도 최악이다.

## 특징
국내에서 도로교통법은 '준중형트럭'을 사용하지 않아 중형트럭으로 분류된다. 대신 중형트럭을 취급받는 차종은 대형 트럭으로 분류된다.

## 문제점
2004년 현대자동차그룹의 기아자동차의 파맥스가 단종되어 현대차가 준중형트럭 시장을 독점하고 있었다.
이후, 2010년부터 포드에서 F450을 수입하고, 2017년에 이스즈 엘프를 수입하고, 2020년 말에 타타대우에서 더 쎈을 출시해 마이티의 독점이 사라졌다.

## 시판 차량
- 현대 마이티
- 타타대우 더 쎈

## 단종 차량
- 기아 트레이드
- 기아 타이탄
- 기아 봉고
- 기아 파맥스
- 대우 엘프
- 신진 에이스
- 현대 바이슨